# Železnica (dopływ Chotiny)
Železnica – potok w południowo-zachodniej Słowacji w dorzeczu Nitry, prawobrzeżny opływ Chotiny. Górny tok w Górach Inowieckich, dolny na obszarze Pogórza Naddunajskiego (słow. Podunajská pahorkatina), a konkretnie jego części zwanej Nitrianska pahorkatina. Płynie w granicach powiatu Topolczany.

## Opis
Źródła na wysokości 650–700 m n.p.m., na południowo-zachodnich stokach góry Panská javorina, w grupie Wysokiego Inowca (słow. Vysoký Inovec). Ciek źródłowy spływa początkowo na południe, lecz zaraz skręca ku wschodowi, a nawet północnemu wschodowi. Potok płynie teraz w głębokiej, dość krętej dolinie, która sukcesywnie skręca ku południowemu wschodowi. Tu, w rejonie dużej osady rekreacyjnej Duchonka, potok opuszcza góry i wypływa na teren pogórza. Tu też, nieco niżej, jego tok na wysokości ok. 275 m n.p.m. przegradza zapora wodna, tworząca zbiornik zaporowy Duchonka. Dalej potok płynie szeroką, łagodnie opadającą doliną przez Prašice, by nieco przed następną wsią (Jacovce), na wysokości 208 m n.p.m., ujść do Chotiny. Kilka większych dopływów Železnica przyjmuje jedynie w górnym biegu. Niżej jej dorzecze bardzo się zwęża i wpływają do niej jedynie nieliczne, bardzo drobne cieki wodne.
Rzeka posiada reżim niwalno-pluwialny, z największymi przepływami wczesną wiosną, w porze topnienia śniegów w Górach Inowieckich (luty-kwiecień) oraz podczas opadów na przełomie jesieni i zimy. Poza niektórymi miejscami na terenie Prašic ciek jest nieuregulowany. W dolnym biegu przejawia tendencje do meandrowania i erozyjnego niszczenia brzegów. Dolina w górnym biegu całkowicie zalesiona, w dolnym otoczona polami uprawnymi, pastwiskami i sadami.